# Assedio di Nicosia
L'assedio di Nicosia fu una delle prime fasi della guerra di Cipro: iniziata il 22 luglio 1570 ad opera del esercito Ottomano, al comando di Lala Kara Mustafa Pascià che si presentò a Nicosia forte di oltre 100000 uomini, e terminata il 9 settembre successivo con la caduta della città difesa dalla più esigua guarnigione della Serenissima di poco più di 8000 uomini, comandata da Nicolò Dandolo, in una delle più grandi operazioni militari durante la guerra ottomano-veneziana del 1570-1573.
Nell’arco dei due mesi di assedio gli ottomani ebbero la meglio sui difensori veneziani che, asserragliati dentro le mura di Nicosia, le cui difese erano state progettate secondo i criteri più innovativi per l'epoca dal Savorgnan, attendevano e speravano nell'arrivo in soccorso della flotta veneziana, che in quei giorni era ancorata a Candia al comando di Girolamo Zane. 
Il 9 settembre 1570 la città cadde con celerità a seguito dei numerosi attacchi e anche grazie all’enorme quantità di pezzi d'artiglieria che riuscirono a mettere in campo i soldati della Sublime Porta, in quanto furono in grado di aprire delle breccia sulle mura difensive della città. 
Il governatore Nicolò Dandolo trattò la resa della città fidandosi delle condizioni favorevoli offerte da Lala Mustafà Pascià, ma quest'ultimo, violando ogni accordo preso ed appena entrato in città, la trasformò in un orrendo mattatoio: oltre ventimila persone furono uccise, unitamente a tutti i capi militari, migliaia di ragazze e ragazzi furono avviati negli harem e nei mercati di schiavi di Costantinopoli. Tra le vittime ecclesiastiche illustri si ricorda l'ultimo vescovo di Pafo, il veneziano Francesco Contarini, noto per aver prese parte al concilio di Trento, rifugiatosi dentro le mura di Nicosia durante le prime fasi di occupazione dell'isola di Cipro. Vennero rase al suolo anche la maggior parte dei luoghi di culto di rito latino o convertite in moschee. La caduta di Nicosia causò di conseguenza la resa di numerose roccaforti minori limitrofe.
La testa del Dandolo e degli altri capi militari di Nicosia, infilzate su delle picche dei giannizzeri, vennero inviate a Marcantonio Bragadin, governatore di Famagosta, come intimazione alla resa della città, ma che al contrario si apprestava a difenderla.